# Steve Timmons
Steve Timmons   (Newport Beach, 29 de novembre de 1958) és un jugador de voleibol nord-americà, ja retirat, guanyador de tres medalles olímpiques.

## Biografia
Va néixer el 29 de novembre de 1958 a la ciutat de Newport Beach, població situada a l'estat de Califòrnia.

## Carrera esportiva
Va participar, als 25 anys, en els Jocs Olímpics d'Estiu de 1984 realitzats a Los Angeles (Estats Units), on aconseguí guanyar la medalla d'or amb el combinat nord-americà en la competició masculina de voleibol, un metall que repetí en els Jocs Olímpics d'Estiu de 1988 realitzats a Sarajevo (Iugoslàvia). En els Jocs Olímpics d'Estiu de 1992 celebrats a Barcelona (Catalunya) aconseguí guanyar la medalla de bronze.
Al llarg de la seva carrera ha aconseguit guanyar la medalla d'or en el Campionat del Món de voleibol masculí l'any 1986.